# Scaphella
Scaphella is een geslacht van weekdieren uit de klasse van de Gastropoda (slakken).

## Soorten
- Scaphella atlantis Clench, 1946
- Scaphella biminiensis Oleinik, Petuch & Aley IV, 2012
- Scaphella contoyensis Emerson & Old, 1979
- Scaphella dohrni (G. B. Sowerby III, 1903)
- Scaphella dubia (Broderip, 1827)
- Scaphella evelina Bayer, 1971
- Scaphella garciai Bail, 2007
- Scaphella gaudiati Bail & Shelton, 2001
- Scaphella gouldiana (Dall, 1887)
- Scaphella junonia (Lamarck, 1804)
- Scaphella luizcoutoi Coltro, 1998
- Scaphella macginnorum Garcia & Emerson, 1987
- Scaphella macrocephala Finlay, 1927 †
- Scaphella matchetti Petuch & Sargent, 2011
- Scaphella neptunia Clench & Aguayo, 1940
- Scaphella robusta (Dall, 1889)
- Scaphella stimpsonorum T. Cossignani & Allary, 2019